# Ceix

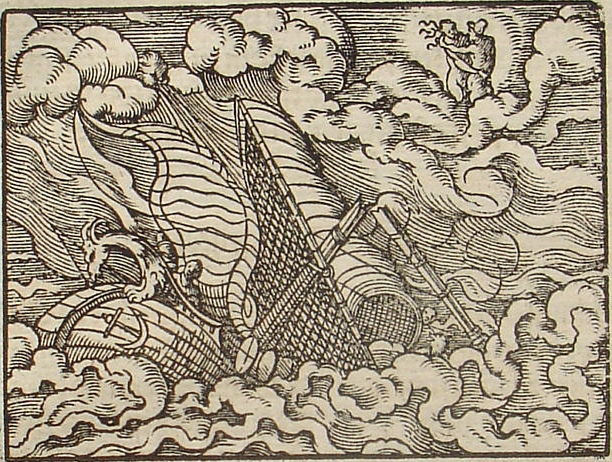
Gravat que representa la mort de Ceix.

Segons la mitologia grega, Ceix (o Cèïx) (en grec antic Κήυξ), va ser un heroi, fill de Fòsfor. Es casà amb Alcíone i esdevingué rei de Traquis. Va tindre un fill anomenat Hipas. De vegades se'l fa també pare d'Hilas, company d'Hèracles i dels argonautes.
Malgrat l'oposició de la seua muller, que temia per ell, s'embarcà cap a Claros per consultar l'oracle d'Apol·lo. Però els presagis d'Alcíone resultaren certs: durant el viatge, esclatà una tempesta i la seua nau s'enfonsà. El cos de Ceix fou arrossegat pel mar fins a la platja del seu regne, on Alcíone el va trobar. Els déus els transformaren en alcions.
Un altre Ceix o potser el mateix, era amic d'Hèracles i nebot d'Amfitrió. Hèracles trobà asil a casa seva després d'haver mort per accident el jove Eunom a la cort del rei Eneu. Després de la mort d'Hèracles, els seus fills, perseguits per Euristeu, es van refugiar a Traquis, al costat de Ceix. Euristeu va obligar Ceix a expulsar-los.
La filla de Ceix, Temistònoe era esposa de Cicne, mort per Hèracles. Ceix va organitzar els honors fúnebres per Cicne.